# 1023
سنة 1023 كانت سنة بسيطة تبدأ يوم الثلاثاء (الرابط يظهر نموذج التقويم الكامل للسنة) من التقويم اليولياني.

## مواليد
- أبو المظفر الفرغاني - فقيه وعالِم بغدادي.

## وفيات
- أبو حيان التوحيدي
- أبو سعيد النقاش
- الكسكري
- ست الملك
- هارتفيغ رئيس أساقفة ألماني